# رودخانه مانامپاترانا
رودخانه مانامپاترانا (به لاتین: Manampatrana River) یک رود در ماداگاسکار است که در ماداگاسکار واقع شده‌است.